# Emerado
Emerado és una població dels Estats Units a l'estat de Dakota del Nord. Segons el cens del 2000 tenia 510 habitants.

## Demografia
Segons el cens del 2000, Emerado tenia 510 habitants, 234 habitatges, i 120 famílies. La densitat de població era de 635,2 hab./km².
Dels 234 habitatges en un 27,8% hi vivien nens de menys de 18 anys, en un 37,6% hi vivien parelles casades, en un 11,1% dones solteres, i en un 48,3% no eren unitats familiars. En el 38,9% dels habitatges hi vivien persones soles el 3,4% de les quals corresponia a persones de 65 anys o més que vivien soles. El nombre mitjà de persones vivint en cada habitatge era de 2,18 i el nombre mitjà de persones que vivien en cada família era de 2,95.
Per edats la població es repartia de la següent manera: un 24,3% tenia menys de 18 anys, un 9,4% entre 18 i 24, un 40,2% entre 25 i 44, un 22,2% de 45 a 60 i un 3,9% 65 anys o més.
L'edat mediana era de 33 anys. Per cada 100 dones de 18 o més anys hi havia 128,4 homes.
La renda mediana per habitatge era de 25.962 $ i la renda mediana per família de 33.750 $. Els homes tenien una renda mediana de 24.844 $ mentre que les dones 20.625 $. La renda per capita de la població era de 17.477 $. Entorn del 22% de les famílies i el 22,9% de la població estaven per davall del llindar de pobresa.

## Poblacions més properes
El següent diagrama mostra les poblacions més properes.